# Louis Prahm
Jean Louis Francois Philipsen Prahm (15. rujna 1912. – 4. prosinca 2003.) je bivši danski hokejaš na travi.
Mlađi je brat Petera Prahma, danskog hokejaškog reprezentativca.
Na hokejaškom turniru na Olimpijskim igrama 1936. u Berlinu je igrao za Dansku. Danska je ispala u 1. krugu, s jednom neriješenom i jednim porazom je bila zadnja, treća u skupini "B". Odigrao je dva susreta na mjestu napadača.
Te 1936. je igrao za klub Orient København.

## Vanjske poveznice
- Profil na Sports Reference.com  Arhivirana inačica izvorne stranice od 19. svibnja 2011. (Wayback Machine)